# 짐 쿠리어
제임스 스펜서 쿠리어 주니어(James Spencer "Jim" Courier, Jr., 1970년 8월 17일 ~ )는 세계 랭킹 1위였던 미국의 은퇴한 프로 테니스 선수이다. 그는 그랜드 슬램 대회인 프랑스 오픈과 호주 오픈 단식에서 각각 2회씩 우승했다. 2004년에는 뉴욕에 본사를 둔 스포츠 이벤트 회사인 인사이드아웃 스포츠 앤 엔터테인먼트의 공동 설립자가 되었다. 그는 또한 청소년들의 방과후 테니스를 지원하는 비영리 단체인 '쿠리어 키즈'(Courier's Kids)의 공동 설립자이기도 하다. 그는 은퇴 후 시니어 투어인 아웃백 챔피언스 시리즈에 참가하고 있으며, 그 밖에도 전 세계에서 벌어지는 각종 시범 경기에 참가하고 있다. 그는 국제 테니스 명예의 전당 및 쿠리어 키즈, 퍼스트 서브(First Serve), 그리고 걸릭슨 재단(the Gullikson Foundation)의 이사회 임원을 맡고 있다.

## 그랜드슬램 결승 성적

### 단식: 7번 (우승 4, 준우승 3)
| 결과   | 연도 | 대회         | 코트   | 대전 상대       | 결승전 스코어                |
| 우승   | 1991 | 롤랑 가로    | 클레이 | 앤드리 애거시   | 3–6, 6–4, 2–6, 6–1, 6–4      |
| 준우승 | 1991 | US 오픈      | 하드   | 스테판 에드베리 | 2–6, 4–6, 0–6                |
| 우승   | 1992 | 호주 오픈    | 하드   | 스테판 에드베리 | 6–3, 3–6, 6–4, 6–2           |
| 우승   | 1992 | 롤랑 가로(2) | 클레이 | 페트르 코르다   | 7–5, 6–2, 6–1                |
| 우승   | 1993 | 호주 오픈(2) | 하드   | 스테판 에드베리 | 6–2, 6–1, 2–6, 7–5           |
| 준우승 | 1993 | 롤랑 가로    | 클레이 | 세르지 부르게라 | 4–6, 6–2, 2–6, 6–3, 3–6      |
| 준우승 | 1993 | 윔블던       | 잔디   | 피트 샘프러스   | 6–7(3–7), 6–7(6–8), 6–3, 3–6 |

## ATP Tour Championships 결승 성적

### 단식: 2번 (준우승 2)
| 결과   | 연도 | 대회         | 코트     | 대전 상대     | 결승전 스코어           |
| 준우승 | 1991 | 프랑크푸르트 | 하드 (i) | 피트 샘프러스 | 6–3, 6–7(5–7), 3–6, 4–6 |
| 준우승 | 1992 | 프랑크푸르트 | 하드 (i) | 보리스 베커   | 4–6, 3–6, 5–7           |

## 마스터즈 시리즈 결승 전적

### 단식: 5번 (우승 5)
| 결과 | 연도 | 대회             | 코트   | 대전 상대         | 결승전 스코어                |
| 우승 | 1991 | Indian Wells     | 하드   | Guy Forget        | 4–6, 6–3, 4–6, 6–3, 7–6(7–4) |
| 우승 | 1991 | Key Biscayne     | 하드   | 데이빗 휘튼       | 4–6, 6–3, 6–4                |
| 우승 | 1992 | Rome             | 클레이 | 카를로스 코스타   | 7–6(7–3), 6–0, 6–4           |
| 우승 | 1993 | Indian Wells (2) | 하드   | 웨인 페레이라     | 6–3, 6–3, 6–1                |
| 우승 | 1993 | Rome (2)         | 클레이 | 고란 이바니세비치 | 6–1, 6–2, 6–2                |